# Estación de Corella
Corella es una estación de ferrocarril situada en el municipio español de Corella, en la comunidad foral de Navarra. Las instalaciones pertenecían a la línea Soria-Castejón, que estuvo en servicio entre 1941 y 1996. En la actualidad el antiguo complejo ferroviario acoge una base de pruebas ferroviarias.

## Situación ferroviaria
Las instalaciones ferroviarias se encontraban situadas en el punto kilométrico 92,4 de la línea férrea de ancho ibérico Soria-Castejón, a 367 metros de altitud sobre el nivel del mar.

## Historia
La construcción de la línea Soria-Castejón estaba prevista en el Plan de Ferrocarriles de Urgente Construcción que promulgó la dictadura de Primo de Rivera. La construcción del trazado se inició en 1927, si bien los trabajos se acabaron alargando debido a las vicisitudes de la época. La línea fue inaugurada oficialmente en septiembre de 1941. Las infraestructuras pasaron a integrarse en RENFE, creada ese mismo año como resultado de la nacionalización de la red de ancho ibérico. 
El municipio de Corella llegó a contar con una estación de ferrocarril propia, que disponía de un edificio de viajeros, muelle-almacén de mercancías y varias vías de servicio. La estación se mantuvo operativa hasta que en 1996 se cerró a la circulación el trazado comprendido entre Soria y Castejón debido al escaso tráfico que movía, quedando sin servicio las infraestructuras. Desde enero de 2005, con la extinción de la antigua RENFE, el ente Adif pasó a ser el titular de las instalaciones ferroviarias.
En 2018 el organismo Adif otorgó una concesión a la empresa CAF para que esta instalase en la estación de Corella un centro de pruebas y ensayos ferroviarios. Dicho centro de pruebas ocuparía un espacio de 36.000 m² y reaprovecharía 4 kilómetros del trazado de la línea Soria-Castejón, además del antiguo complejo ferroviario de Corella.